# Anauxesis albicans
Anauxesis albicans là một loài bọ cánh cứng trong họ Cerambycidae.